# 劳拉·鴫原
劳拉·鴫原（Laura Shigihara）（?—）是一位日裔美国創作歌手、作曲家、游戏开发者以及Twitch直播主。她主要以塔防游戏《植物大战僵尸》的作曲家和知名独立角色扮演游戏《乐园》的作者而闻名。
她还参与了超过30部游戏的制作，其中包括《Deltarune》, 《魔兽世界》, 《去月球》，《High School Story》和《超级肉肉男孩》的五周年纪念版。她与C418共同创作了《Minecraft：Mojang的故事》的片尾曲，并与光田康典合作制作了史克威尔艾尼克斯官方的时空之轮和穿越时空的20周年纪念专辑。

## 经历
劳拉的父亲是日本人，母亲是法裔美国人，她因此在美国和日本长大。她学了11年的钢琴，并自学了吉他和鼓。在加州大学伯克利分校学习期间，她得到了一个旧版本的Cakewalk Sonar，于是她透过重编旧的游戏音乐来学习编曲，并同时创作自己的歌曲。在一个朋友将她的原创材料洩露给一家日本唱片公司后，她获得了在那里担任歌手的唱片合約，但最终因个人原因拒绝了。
回到美国后不久，劳拉透过Apple Japan在一家制作谈话节目和英语学习材料的公司担任音响总监。她同期还发行了一张音乐专辑，并为一款名为《Wobbly Bobbly》的小游戏创作了游戏配乐。她表示自己会自愿工作，但很快公司就喜欢上了她的作品，并付钱让她为随后的几个專案创作音乐。从那以后，她创作了自己的最佳作品集，并为30多个已发布的游戏创作音乐，其中包括《植物大战僵尸》、《Deltarune》、《魔兽世界》、《我的世界》和《去月球》等。她还为山冈晃的募捐专辑《Play for Japan》创作了一首名为《Jump》的原创歌曲。2011年11月16日，她发布了与《我的世界》和《植物大战僵尸》相关的单曲《Cube Land》。
劳拉于2016年发布了冒险游戏《乐园》。
劳拉是一名基督徒。
劳拉同时也是一名Twitch直播主，每週直播演唱她创作的歌曲，或翻唱各种类型的英语和日语歌曲。

## 音乐作品

### 专辑
| 年份 | 标题               | 注释         |
| ---- | ------------------ | ------------ |
| 2004 | My Blue Dream      | 首张个人专辑 |
| 2021 | shigi lofi, vol. 1 |              |

### 单曲
| 年份 | 名称                        | 相关作品                            |
| ---- | --------------------------- | ----------------------------------- |
| 2010 | 《Blood Elf Druids》        | 《魔兽世界》                        |
| 2011 | 《Want You Gone》           | 《传送门2》                         |
| 2011 | 《Celestial Beings》        | 《Celestial Mechanica》             |
| 2011 | 《Cube Land》               | 《我的世界》 / 《植物大战僵尸》     |
| 2011 | 《Everything's Alright》    | 《去月球》                          |
| 2012 | 《From the Ground Up》      | 《我的世界》                        |
| 2013 | 《Lament of the Highborne》 | 《魔兽世界》                        |
| 2014 | 《First Day》               | 《High School Story》 / 《Choices》 |
| 2014 | 《Where No One Goes》       | 《驯龙高手2》                       |
| 2016 | 《Better Days》             | 《A Quiver of Crows》               |
| 2017 | 《Searching My Life》       | 《乐园》                            |
| 2017 | 《Wish My Life Away》       | 《寻找天堂》                        |
| 2018 | 《Don't Forget》            | 《Deltarune》                       |
| 2019 | 《Pirate Seas》             | 《植物大战僵尸2》                   |
| 2020 | 《Adamas Nivis》            | 原创单曲                            |
| 2020 | 《Kingyo Hanabi》           | 翻唱                                |
| 2020 | 《Ballad of the Goddess》   | 《薩爾達傳說 禦天之劍》             |
| 2020 | 《Stronger Than You》       | 《史帝芬宇宙》                      |
| 2020 | 《Old Cafe》                | 《来吧！动物森友会》                |
| 2021 | 《Much Wow, So Space》      | 原创单曲                            |
| 2021 | 《Electric Disco Shiba》    | 原创单曲                            |
| 2021 | 《Work Hard, Play Hard》    | 《CS:GO》音乐盒                     |
| 2022 | 《古惑狼4：時空之旅》       | 即将宣布                            |

### 原声带专辑
| 年份 | 标题                   | 注释                                   |
| ---- | ---------------------- | -------------------------------------- |
| 2009 | 《Melolune》           | 游戏原声带（第一部分）                 |
| 2010 | 《Plants vs. Zombies》 | 游戏原声带                             |
| 2015 | 《Super Sweet Boy》    | 《超级肉肉男孩》 5周年纪念版的迷你专辑 |
| 2017 | 《乐园》               | 游戏原声带                             |
| 2020 | 《Dunk Lords》         | 游戏原声带                             |